# Даніель Лавуа
Даніель Лавуа (фр. вимова: [danjɛl lavwa]; при народженні Жозеф-Юбер-Жеральд Лавуа,фр. Joseph-Hubert-Gérald Lavoie, нар. 17 березня 1949 року) — канадський музикант, актор і співак, найбільш відомий своєю піснею «Ils s'aiment» та роллю Фролло в мюзиклі Notre-Dame de Paris.

## Ранні роки
Даніель Лавуа народився в Данреа, Манітоба, 17 березня 1949 року. Він володіє двома мовами: англійською та французькою, оскільки його сім'я належала до невеликої франкомовної спільноти в провінції з переважно англомовним населенням.
Лавуа найстарший із шести дітей. Його батько був крамарем, а мати домогосподаркою. Даніель брав уроки гри на фортепіано у черниць, коли був маленьким хлопчиком, і продовжив свою музичну освіту у франкомовній єзуїтській школі-інтернаті Collège de St-Boniface (нині Université de Saint-Boniface), у районі Сент-Боніфацій у Вінніпезі, Манітоба.

## Кар'єра

### Музика
В 1967 році Даніель Лавуа виграв конкурс авторів-виконавців CBC у телевізійній програмі «Jeunesse Oblige». Незабаром він почав виступати в музичних клубах Квебеку з гуртами («Spectre», потім «Dieu de l'amour vous aime»). У той час він змінив ім'я Жеральд на Даніель.
В 1973 році Даніель Лавуа записав свій перший сингл «Marie connue», а в 1974 році — другий «S'endormir pour une rose». Його перший альбом  «A court terme» (1975) був достатньо успішним. Одна з пісень цього альбому «J'ai quitté mon île» стала особливо популярною у Франції, а також у Португалії та Бразилії.
В 2009 році «J'ai quitté mon île» була обрана слухачами CBC Radio серед 49 найкращих канадських пісень у всіх жанрах, які найкраще визначили імідж країни для Барака Обами, і була представлена йому на iPod на його інавгурації.
Другий альбом, «Berceuse pour un Lion» (1977) був добре прийнятий у Квебеку та складався з декількох хітів («Dans le temps des animaux», «La Vérité sur la vérité», «Berceuse pour un lion»).
Справжнє визнання в Квебеку отримав третій альбом Лавуа «Nirvana bleu» (1979). Співак гастролював по всьому Квебеку, а також виступав у Франції (Театр Монпарнас у Парижі в 1980 році).
В 1980 році він отримав свою першу премію «Фелікс» як найкращий співак року.
В 1981 році Даніель Лавуа випустив свій перший англомовний альбом «Cravings», а також четвертий франкомовний альбом «Aigre doux» .
1984 рік став переломним у кар'єрі Даніеля Лавуа, коли вийшов його альбом «Tension Attention» (європейська назва "Ils s'aiment"). Одна з пісень цього альбому «Ils'aiment» стала особливо популярною, а її сингл розійшовся тиражем у 2 мільйони копій. Вона була перекладена декількома мовами, а  кавери  на неї зробили десятки виконавців, серед яких Ана Белен («Ellos se aman», іспанською), Річард Коччанте (італійською та іспанською), Даян Дюфрен (французькою), Пауло Гонзо («Ridiculous»), Рамзес Шаффі («Regenboog», голландською).
«Ils'aiment» і «Tension Attention» принесли Даніелю Лавуа численні нагороди як у Квебеку так і у Франції. Того ж року Даніель створив своє сольне концертне шоу «Hôtel des rêves», яке він представив як у Квебеку, так і в Європі.
Наступний альбом Лавуа «Vue sur la mer» (1987) мав ще один успіх. Після релізу відбулися 5 вечірніх виступів у паризькому театрі «Олімпія», а пізніше — 21 тур по Європі. Послідували нові нагороди, і навесні 1988 року протягом трьох місяців Лавуа виступав зі своїм шоу «Hôtel des rêves» у Théâtre Outremont у Монреалі. Альбом «Long Courrier» вийшов уєв 1990 році (європейська назва «Chanson de la Terre») включно з «Qui sait», «Le pape du rap» і «Jours de plaine».
Дослідження, проведене на початку 1990-х років, віднесло Лавуа до числа франко-канадських співаків-піснярів, яких найбільше шанують їхні колеги.
В 1992 році Лавуа брав участь у симфонічному рок-мюзиклі Кетрін Лара «Sand et les Romantiques» , виконавши партію Ежена Делакруа. Того ж року він випустив ще один англомовний альбом «Here in the heart». Він також з'явився в епізоді американської мильної опери General Hospital, виконавши власну пісню «Weak for Love». Наступний і останній англомовний альбом Лавуа «Woman to Man» вийшов у 1994 році.
В 1995 році Лавуа випустив новий альбом «Ici» (європейська назва «Où la route mène»»), в якому представив нові хіти, такі як «Où la route mène», «Je pensais pas» і «Je suis une rivière». Далі вийшли два альбоми для дітей: «Le Bébé Dragon» (1996) і «Le Bébé Dragon vol. 2» (1997).
В 1997 році був записаний концертний альбом із кращими хітами Лавуа включно із композиціями, які раніше не виконувалися, «Live au Divan Vert» (європейська назва «Le meilleur de Daniel Lavoie»).
У 1998 році Лавуа отримав роль священика Фролло в новому мюзиклі Річарда Кочіанте та Люка Пламондона ««Собор Паризької Богоматері»», заснованому на однойменному романі Віктора Гюго. Мюзикл став дуже успішним (5 травня 1999 року «Notre-Dame De Paris» став найкращим виконавцем/гуртом у світі за 1998 рік на World Music Awards). Альбоми стали тричі платиновими. Даніель співав партію Фролло перед аншлагом у Палаці Конгресів у Парижі. Після цього він також брав участь в турі шоу у Франції, а також у виробництві Квебеку та англійській версії в Лондоні в 2000 році.
Пісня «Belle», яку він виконав з Гару і Патріком Фьорі, набула величезної популярності (у 1998 році в Європі було продано 3 мільйони копій цієї пісні, де вона була № 1 протягом 30 тижнів).
В 2002 році Лавуа взяли на роль ще одного мюзиклу в Парижі, цього разу «Маленький принц» Річарда Коччанте та Елізабет Анаїс, заснованого на книзі Антуана де Сент-Екзюпері.
Новий альбом «Comédies humaines» вийшов у 2004 році і включав такі хіти, як «Violoncelle» і «Bénies Soient Les Femmes». Після цього відбувся тур Лавуа у Франції та Квебеку. Того ж року Лавуа випустив збірку оповідань для дітей з ілюстраціями Оксани Кемарської «Roulé Boulé: Je suis une boule qui roule», супроводжувану однойменним альбомом, який складався з уривків із двох альбомів «Bébé dragon» .
У 2011 році цей твір разом із кількома іншими книгами було вибрано для використання навчальними матеріалами для початкової школи в Квебеку та перевидано у серії «L'école de La Montagne secrète».
У лютому 2005 року Лавуа брав участь у «Нелліган», опери Андре Ганьйона, заснованої на творах і біографії Еміля Неллігана, квебецького поета кінця 19-го століття. Шоу, в якому Лавуа виконав партію Старого Неллігана, було записано в концертний альбом.
Альбом «Docteur Tendresse» вийшов у 2007 році. Він включав такі пісні, як «Docteur Tendresse», «La voilà notre armée» (на слова Аллана Лепреста).
Починаючи з грудня 2010 року, Лавуа брав участь у серії концертних версій «Нотр-Дам де Парі», які возз'єднали оригінальний склад. Ці концертні програми були представлені в Києві, Москві, Санкт-Петербурзі, Парижі та Бейруті..
У 2011 році Лавуа випустив «J'écoute la radio», альбом із новими аранжуваннями хітів і новою піснею («J'écoute la radio»).
25 березня 2014 року французька продюсерська компанія Le Chant du Monde (лейбл Harmonia mundi) випустила новий диск «Daniel Lavoie: La Licorne captive — Un projet musical de Laurent Guardo». У цьому музичному проєкті, присвяченому класичним міфам і легендам, виступає Даніель Лавуа як вокаліст, який виконує пісні, написані для нього канадським композитором і автором пісень Лораном Гуардо, у супроводі ансамблю старовинної музики та етнічних інструментів.
В 2014—2015 роках Лавуа і Гуардо представили альбом в Парижі і в Квебеку.
1 липня 2014 року Даніель Лавуа взяв участь в офіційному вечірньому шоу Дня Канади на Парламентському пагорбі в Оттаві як один із головних виконавців, представляючи свою рідну Манітобу .
Новий альбом Даніеля Лавуа під назвою «Mes longs voyages» вийшов у вересні 2016 року. Цей альбом, спродюсований Гім Сен-Онжем, містить як оригінальні пісні, так і кавер-версії пісень Лео Ферре, Алена Башунга, Алена Лепреста та Фелікса Леклерка. У лютому–березні 2017 року та навесні 2018 року відбувся канадський концертний тур «Mes longs voyages» . Один із концертів відбувся на фестивалі «Montréal en lumière 2017», який назвав Лавуа почесним президентом .
З листопада 2016 року Даніель Лавуа був частиною акторського складу відновленого мюзиклу «Notre Dame de Paris», виконуючи роль Фролло в Палаці конгресів у Парижі, після чого гастролював Францією та іншими країнами.

### Кіно
Даніель Лавуа знявся в кількох фільмах, хоча ніколи не вважав знімання в кіно важливою частиною своєї кар'єри.
Він знявся у канадському фільмі 1991 року Жана П’єра Лефевра «Казкова подорож ангела» (Le fabuleux voyage de l'ange), до якого також написав музичний супровід. Даніель отримав номінацію на премію Genie Award за найкращу оригінальну пісню за «Quand tu partiras» .
У 2002 році Лавуа знявся у канадському телефільмі режисера Клода Фурньє «Книга Єви» разом із Клер Блум. У 2004 році Даніель Лавуа зіграв квебекського співака і автора пісень Фелікса Леклерка в міні-серіалі «Фелікс Леклерк», знятому Фурньє для канадського та французького телебачення. Крім того, Лавуа записав  альбом Moi, mon Félix (2005) .
У 2012 році Лавуа з'явився в епізодичній ролі у французькому телевізійному міні-серіалі «Антигона 34», створеному Брісом Хомсом і Алексісом Нолентом.
Окрім зйомок у фільмах, Даніель також написав пісні та музику для ряду фільмів. 
У 2019 і 2020 роках Лавуа брав участь у Канадському кінофестивалі в Дьєппі як член журі (2019) і як президент журі (2020).

### Поезія
У 2011 році Лавуа опублікував книгу віршів і поетичних есе «Finutilité» (Saint-Boniface : Les Éditions des Plaines).
Навесні 2013 року Лавуа став офіційним представником весняної кампанії зі збору коштів Maison de la Poésie de Montréal.
Друга книга поезії Даніеля, Particulités, була опублікована в 2015 році.

## Нагороди
- 1980 Interprète masculin de l'année – Gala de l'ADISQ [43]
- 1981 Interprète masculin de l'année – Gala de l'ADISQ [43]
- 1984 Chanson de l'année Tension Attention – Gala de l'ADISQ; Interprète masculin de l'année – Gala de l'ADISQ; Album de l'année Auteur et/ou compositeur-interprète Tension Attention – Gala de l'ADISQ [43]
- 1985 Midem d'or décerné pour la chanson Ils'aiment; Félix de l'Artiste s'étant le plus illustré hors Québec; Victoire de la musique du Meilleur, франкофонний альбом Tension Attention [43]
- 1986 Лауреат Médaille Jacques-Blanchet ; лауреат Prix Wallonie-Québec|премії Wallonie-Québec [43]
- 1987 Victoires de la musique Meilleur франкофонний альбом Vue sur la mer; [44] Récipiendaire du Trophée Renonciat (attribuée par la Communauté radiophonique des programs de langue française); [43] Félix de l'Artiste s'étant le plus illustré hors Québec [45]
- 1988 Victoire de l'album francophone de l'année Vue sur la mer [43]
- 1989 Кавалер ордена Ла Плеяди [46]
- 1990 Félix de l'Album pop-rock de l'année Long Courrier – Gala de l'ADISQ [47]
- 1991 Prix Socan, Musique populaire Qui sait [48]
- 1992 Prix Miroir de la Chanson d'Expression française au Festival d'été de Québec [49]
- 1993 Член l'Ordre des francophones d'Amérique [50]
- 1996 Приз SOCAN за пісні Ils s'aiment, Tension attention та Où la route mène [48]
- 1997 Félix de l'Album pour enfants de l'année (Le Bébé dragon) – Gala de l'ADISQ [51]
- 1997 Приз SOCAN за пісні Je voudrais voir New York і Lolita [48]
- 1999 Victoires de la musique, Spectacle de l'année Notre-Dame-de-Paris; Victoires de la musique, Chanson de l'année for Belle ;  [52] Премія World Music Award для найпопулярнішого французького виконавця у світі (акторський склад Нотр-Дам де Парі )
- 1999 Приз SOCAN за пісню La danse du smatte [48]
- 2000 Prix SOCAN за пісню Des milliards de choses [48]
- 2006 Введений до Зали слави мовлення Канадської асоціації мовників у категорії «Музична зірка» [53]
- 2009 Prix SOCAN для Даніеля Лавуа (композитор), Луїзи Форест'є (автор текстів) та Еріка Лапоанта (співак) у категорії Популярна пісня за пісню 1500 miles [48]
- 2009 Prix Robert Charlebois pour son rayonnement à l'étranger – Fondation SPACQ (Société professionnelle des auteurs et des compositeurs du Québec) – Премія Роберта Шарлебуа за вплив за кордоном, яку присуджує Професійна асоціація авторів і композиторів Квебеку (SPACQ) [12 [54]
- 2010 Spectacle de l'année – інтерпретатор – Gala de l'ADISQ (for 12 hommes rapaillés) [55]
- 2011 Album de l'année – folk contemporain – Gala de l'ADISQ (для Douze hommes rapaillés chantent Miron, том 2 : Artistes variés) [56]
- 2012 Spectacle de l'année – інтерпретатор – Gala de l'ADISQ (для Douze hommes rapaillés (deuxième édition) : Artistes variés) [57]
- 2014 Album de l'année – reinterpretation – Gala de l'ADISQ (для La symphonie rapaillée : Artistes variés) [58]
- 2015 Prix SOCAN (Категорія SOCAN Classics) за пісню La Villa de Ferdinando Marcos sur la mer [59]